# Heraclèon de Síria
Heraclèon (grec antic: Ἡράκλειον, llatí: Heracleium) era una petita ciutat del districte de la Cirrèstica, a Síria, entre el mont Amanos i l'Eufrates. Prop d'aquest lloc, el rei part Pacoros I de Pàrtia va ser derrotat pel general romà Publi Ventidi l'any 39 aC, segons diu Estrabó.